# 角田郵便局
角田郵便局
- （かくだゆうびんきょく） - 宮城県角田市にある郵便局。本記事にて記述する。
- （すだゆうびんきょく） - 福岡県豊前市にある郵便局。局番号は74138。
- （かくたゆうびんきょく） - 北海道夕張郡栗山町にある郵便局。局番号は90091。

角田郵便局（かくだゆうびんきょく）は宮城県角田市角田町にある郵便局。民営化前の分類では集配普通郵便局であった。

## 概要
住所：〒981-1599 宮城県角田市角田町202番地

### 出張所（局外ATM）
民営化後の管轄はゆうちょ銀行仙台支店となっている。
- 角田市役所内出張所

## 沿革
- 1874年（明治7年）9月25日 - 角田郵便取扱所として開設[1]。
- 1875年（明治8年）1月1日 - 角田郵便局（五等）となる。同年、為替取扱を開始。
- 1879年（明治12年） - 貯金取扱を開始。
- 1891年（明治24年）3月21日 - 角田郵便電信局となる。
- 1903年（明治36年）4月1日 - 通信官署官制の施行に伴い角田郵便局となる。
- 1956年（昭和31年）12月1日 - 桜郵便局から電話交換事務の取扱を移管[2]。
- 1960年（昭和35年）11月 - 局舎新築落成。
- 1962年（昭和37年）2月21日 - 枝野郵便局から電話交換業務を移管。
- 1967年（昭和42年）3月27日 - 桜郵便局から和文電報配達事務を移管
- 1967年（昭和42年）8月13日 - 電話交換および和文電報配達業務を角田電報電話局に移管。
- 1977年（昭和52年）3月1日 - 特定郵便局から普通郵便局に局種別改定。
- 1984年（昭和59年）9月3日 - 桜、磐城東根、藤尾、西根の各郵便局から集配業務を移管。市内全域の集配を担当するようになる。
- 1998年（平成10年）9月1日 - 外国通貨の両替および旅行小切手の売買に関する業務取扱を開始。
- 2007年（平成19年）10月1日 - 民営化に伴い、併設された郵便事業角田支店に一部業務を移管。
- 2012年（平成24年）10月1日 - 日本郵便株式会社発足に伴い、郵便事業角田支店を角田郵便局に統合。

## 取扱内容
- 郵便、印紙、ゆうパック、内容証明
- 貯金、為替、振替、振込、国際送金、国債、投資信託
- 生命保険、バイク自賠責保険、自動車保険
- ゆうちょ銀行ATM（振替機能対応・ホリデーサービス実施）
- 角田市内の集配業務
- ゆうゆう窓口

## 周辺
- 仙南病院
- 角田市図書館
- 角田市役所
- 宮城県角田高等学校
- 台山公園
- 国道113号
- 阿武隈川

## アクセス
- 阿武隈急行線 角田駅から徒歩約18分
- 駐車場あり：14台